# Серезен-де-ла-Тур
Серезе́н-де-ла-Тур (фр. Sérézin-de-la-Tour) — муніципалітет у Франції, у регіоні Овернь-Рона-Альпи, департамент Ізер. Населення — 1133 особи (01.01.2021).
Муніципалітет розташований на відстані близько 440 км на південний схід від Парижа, 45 км на південний схід від Ліона, 55 км на північний захід від Гренобля.

## Історія
До 2015 року муніципалітет перебував у складі регіону Рона-Альпи. Від 1 січня 2016 року належить до нового об'єднаного регіону Овернь-Рона-Альпи.

## Демографія
Динаміка населення (INSEE ):
Розподіл населення за віком та статтю (2006):
| Стать | Всього | До 15 років | 15-24 | 25-44 | 45-64 | 65-85 | Понад 85 |
| --- | ------ | ----------- | ----- | ----- | ----- | ----- | -------- |
| Чоловіки | 393    | 105         | 23    | 128   | 93    | 40    | 4        |
| Жінки | 387    | 104         | 19    | 120   | 108   | 20    | 16       |
| \| Статево-вікова піраміда \| Статево-вікова піраміда \| Статево-вікова піраміда \| \| ----------------------- \| ----------------------- \| ----------------------- \| \| Чоловіки \| Вік \| Жінки \| \| 4 \| 85 + \| 16 \| \| 0 \| 80-84 \| 8 \| \| 12 \| 75-79 \| 8 \| \| 12 \| 70-74 \| 0 \| \| 16 \| 65-69 \| 4 \| \| 12 \| 60-64 \| 23 \| \| 23 \| 55-59 \| 27 \| \| 23 \| 50-54 \| 19 \| \| 35 \| 45-49 \| 39 \| \| 31 \| 40-44 \| 27 \| \| 31 \| 35-39 \| 35 \| \| 39 \| 30-34 \| 35 \| \| 27 \| 25-29 \| 23 \| \| 4 \| 20-24 \| 0 \| \| 19 \| 15-20 \| 19 \| \| 39 \| 10-14 \| 31 \| \| 47 \| 5-9 \| 54 \| \| 19 \| 0-4 \| 19 \| |        |             |       |       |       |       |          |
| Статево-вікова піраміда |        |             |       |       |       |       |          |
| Чоловіки | Вік    | Жінки       |       |       |       |       |          |
| 4 | 85 +   | 16          |       |       |       |       |          |
| 0 | 80-84  | 8           |       |       |       |       |          |
| 12 | 75-79  | 8           |       |       |       |       |          |
| 12 | 70-74  | 0           |       |       |       |       |          |
| 16 | 65-69  | 4           |       |       |       |       |          |
| 12 | 60-64  | 23          |       |       |       |       |          |
| 23 | 55-59  | 27          |       |       |       |       |          |
| 23 | 50-54  | 19          |       |       |       |       |          |
| 35 | 45-49  | 39          |       |       |       |       |          |
| 31 | 40-44  | 27          |       |       |       |       |          |
| 31 | 35-39  | 35          |       |       |       |       |          |
| 39 | 30-34  | 35          |       |       |       |       |          |
| 27 | 25-29  | 23          |       |       |       |       |          |
| 4 | 20-24  | 0           |       |       |       |       |          |
| 19 | 15-20  | 19          |       |       |       |       |          |
| 39 | 10-14  | 31          |       |       |       |       |          |
| 47 | 5-9    | 54          |       |       |       |       |          |
| 19 | 0-4    | 19          |       |       |       |       |          |

## Економіка
2010 року серед 559 осіб працездатного віку (15—64 років) 431 була активною, 128 — неактивними (показник активності 77,1%, у 1999 році було 78,8%). З 431 активної мешканців працювало 412 осіб (218 чоловіків та 194 жінки), безробітними було 19 (8 чоловіків та 11 жінок). Серед 128 неактивних 58 осіб було учнями чи студентами, 40 — пенсіонерами, 30 були неактивними з інших причин.

У 2010 році в муніципалітеті числилось 315 оподаткованих домогосподарств, у яких проживали 916,0 особи, медіана доходів виносила 22 207,5 євро на одного особоспоживача